# Kaiser-Wilhelm-Brücke (Trier)

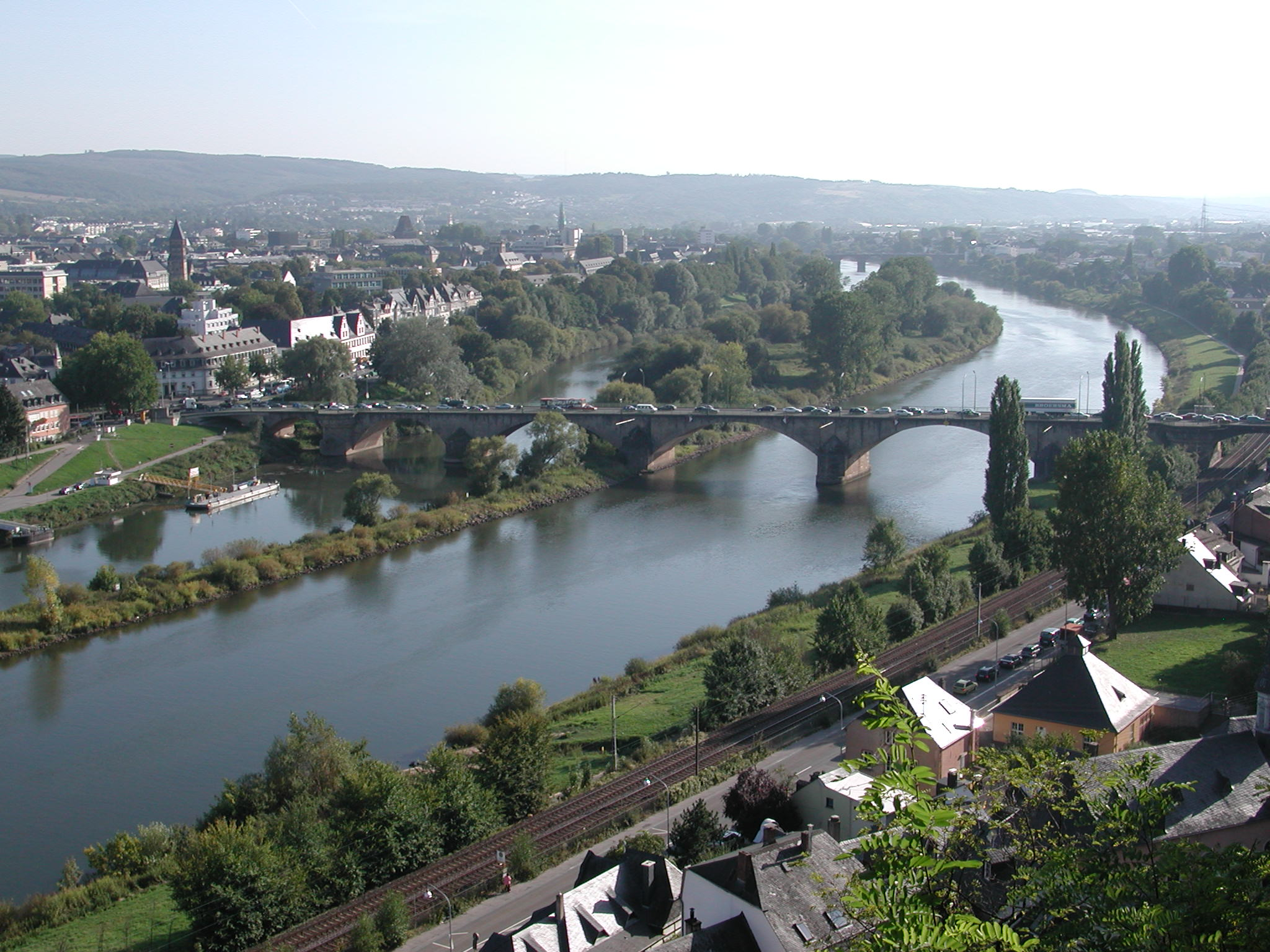
Ansicht von der Aussichtsplattform Weisshaus

Die Kaiser-Wilhelm-Brücke in der Stadt Trier überbrückt den Fluss Mosel.

## Standort
Die Brücke verbindet die östlich der Mosel liegenden Stadtteile Trier-Mitte/Gartenfeld und Trier-Nord mit dem westlichen Stadtteil Trier-West/Pallien. Am östlichen Ufer befindet sich die ehemalige Abtei St. Martin am Georg-Schmitt-Platz und am westlichen Ufer schließt sich der steile Straßenverlauf der Bitburger Straße an.

## Aufbau
Die Brücke überführt auf der westlichen Seite den Straßenverkehr zuerst über die tieferliegende Bonner Straße und eine Eisenbahnlinie, dann in zwei großen Bögen über die Hauptschifffahrtsrinne. In der Mitte des Flusses steht ein Brückenpfeiler auf der Moselinsel, die komplett unter Naturschutz steht. Zwei weitere Brückenbögen überspannen den kleinen Seitenarm der Mosel und den Moselradweg am Ostufer. Der Straßenverkehr wird dort auf den Georg-Schmitt-Platz geführt.

## Geschichte
Spätestens seit 1871 wurde der Bau einer zweiten Moselbrücke in Trier von verschiedener Seite gefordert. Zuletzt entfachte sich eine Debatte über den Standort der Brücke. Schließlich erhielt der Standort zwischen Pallien und Zurlauben den Vorzug gegenüber einer Hohenzollernbrücke im Trierer Süden. Wegen der Bedeutung für das Landschafts- und Stadtbild wurde vor dem Bau der Kaiser-Wilhelm-Brücke ein Wettbewerb ausgeschrieben. Die eingegangenen Entwürfe sahen unter anderem eine Stahl-Hängebrücke vor, was aus Rücksicht auf das Landschaftsbild nicht zur Ausführung zugelassen wurde. Nach dem Siegerentwurf von Paul Meissner in Darmstadt wurde die Brücke ab 15. März 1912 erbaut und am 14. Oktober 1913 von Kaiser Wilhelm II. selbst eingeweiht, was durch frühe Filmaufnahmen dokumentiert ist. Einen Tag zuvor war der nahegelegene Fährbetrieb eingestellt worden. Es handelt sich bei der Brücke um eine Eisenbetonkonstruktion, die mit Naturstein verblendet wurde, um keinen Kontrast zur Römerbrücke und den historischen Bauten in der Nähe entstehen zu lassen. Eine ursprünglich geplante Skulptur auf einem der Brückenpfeiler wurde nicht ausgeführt. Der Name Kaiser-Wilhelm-Brücke konnte sich im Volksmund lange nicht durchsetzen, der stattdessen von der Neuen Brücke sprach (teilweise bis heute). 1945 sprengte die deutsche Wehrmacht auf dem Rückzug die Brücke, nach dem Krieg wurde sie wieder errichtet und dabei durch eine Auskragung leicht verbreitert.

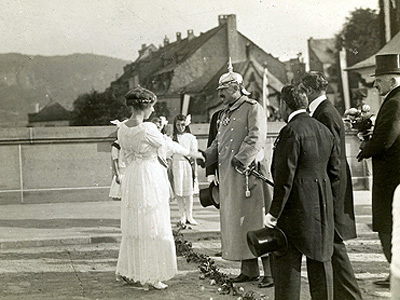
Wilhelm II. bei der Einweihung der Brücke (1913)
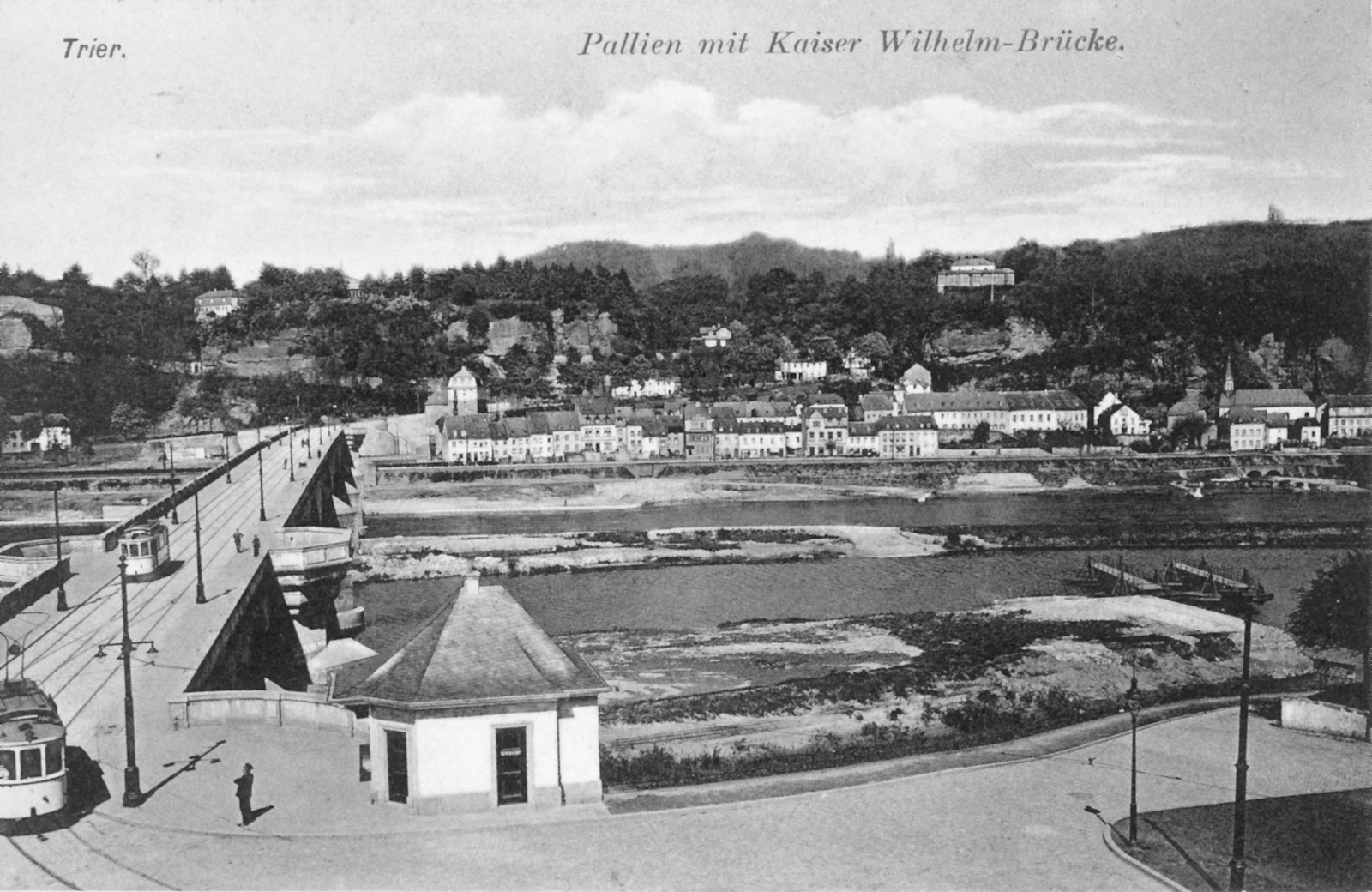
Brücke mit Straßenbahn vor 1930
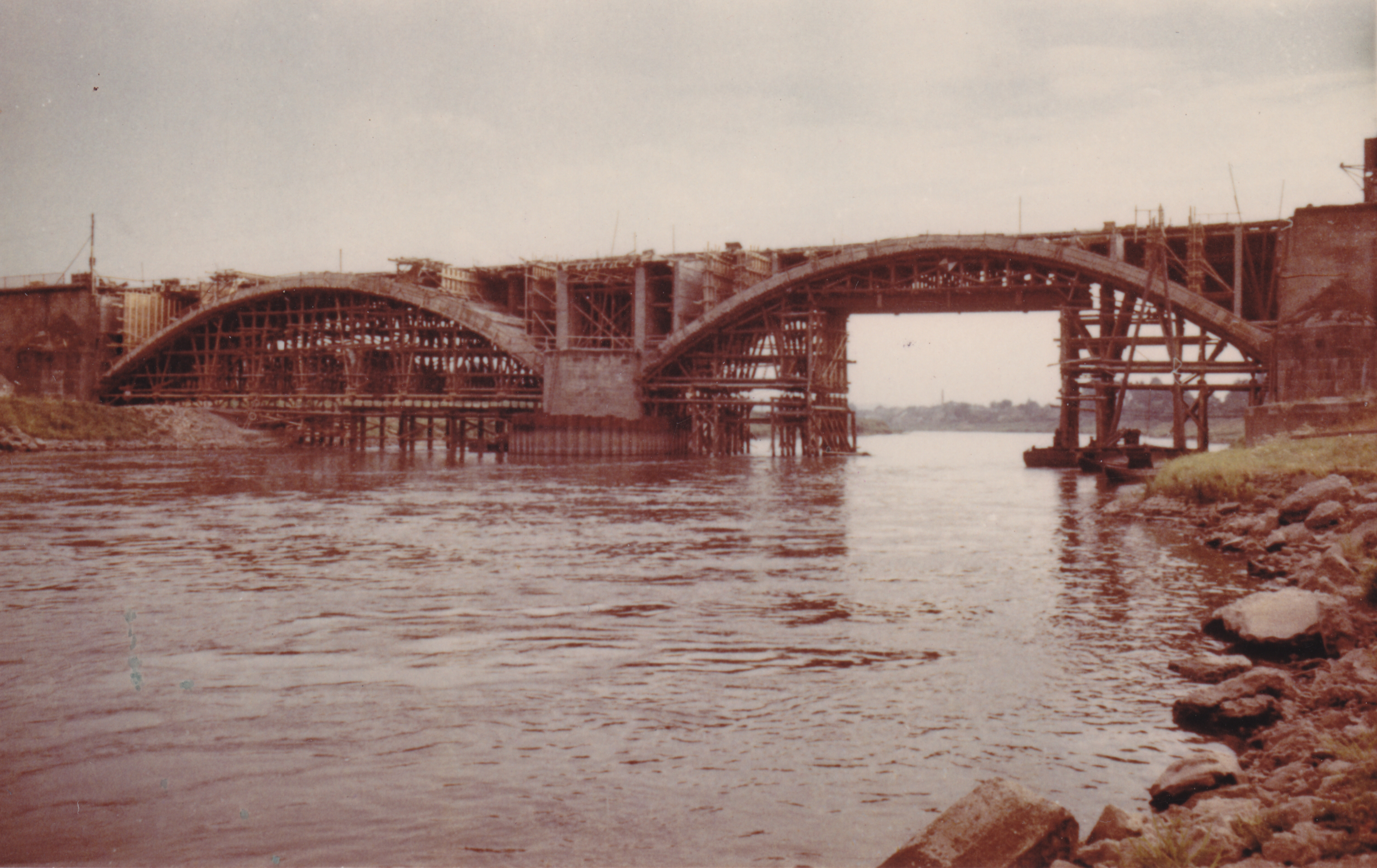
Verbreiterung der Brücke (1955)

## Verkehrstechnische Bedeutung
Die Brücke ist als zweite Moselüberquerung in Trier nach der Römerbrücke erbaut worden und verbindet die Bundesstraße 49 östlich der Mosel mit der Bundesstraße 51 westlich der Mosel. Erst 1973 kam mit der Konrad-Adenauer-Brücke eine dritte Brücke hinzu.